# Pterostichus falli
Pterostichus falli är en skalbaggsart som beskrevs av Vandyke. Pterostichus falli ingår i släktet Pterostichus och familjen jordlöpare. Inga underarter finns listade i Catalogue of Life.